# Richard Twiss
Richard Twiss (24 de agosto de 1920 — 20 de maio de 2005 foi um físico e radioastrônomo inglês.

## Condecorações
- 1968 Medalha Eddington[1]
- 1982 Medalha Albert A. Michelson[2]